# 臧嚴
臧嚴（5世紀—530年代），字彥威，東莞莒縣人，南北朝南梁官員與文學家。
臧嚴是劉宋左光祿大夫臧燾的後裔，他年幼孝順，父親臧棱去世，他因為哀傷過度而著名；他貧困好學，做任何事也拿書本閱讀。最初他擔任安成王蕭秀的侍郎，轉為常侍。從叔臧未甄在江夏郡，帶臧嚴就任，在路上寫下作《屯遊賦》，任昉見到就稱讚臧嚴。他又作《七算》，文辭亦很華麗；個性耿直，不曾拜見他人。僕射徐勉想認識他，臧嚴始終不造訪。之後他轉任冠軍將軍行參軍、侍讀湘東王蕭繹，累遷宣惠將軍輕車府參軍，兼官記室。臧嚴熟記所學，尤其精於《漢書》，隨時能背誦篇章。蕭繹曾經拿四部書目測試，他能從甲至丁卷中對上一事和作者姓名，絕無錯漏，是如此學識廣博。蕭繹遷鎮荊州，臧嚴隨府轉西中郎安西錄事參軍。歷監義陽郡、武寧郡，郡內多蠻夷，之前都由武人任職，以兵鎮守；他只和數名門生搭乘一輛馬車入境，各蠻族人心悅誠服，於是寇盜消失。蕭繹入石頭城守衛軍事，臧嚴除安右將軍錄事；遷管江州，他任職鎮南將軍諮議參軍，在任內去世，留下文集十卷。

## 引用
1. 1 2  《梁書·卷五十·列傳第四十四》：臧嚴字彥威，東莞莒人也。高祖燾，宋左光祿。祖凝之，齊尚書右丞。父棱，後軍參軍。嚴幼有孝性，居父憂以毀聞。孤貧勤學，行止書卷不離於手。初爲安成王侍郎，轉常侍。從叔未甄爲江夏郡，攜嚴之官，於塗作《屯遊賦》，任昉見而稱之。又作《七算》，辭亦富麗。性孤介，於人間未嘗造請。僕射徐勉欲識之，嚴終不詣。
2. 1 2  《南史·卷十八·列傳第八》：：臧燾字德仁，東莞莒人，宋武敬皇后兄也。……長子邃……邃子凝之……凝之子寅……寅弟棱……棱子嚴。……嚴字彥威，幼有孝性，居父憂以毀聞。孤貧勤學，行止書卷不離手。從叔未甄為江夏郡，攜嚴之官，於途作屯遊賦，又作七算，辭並典麗。性孤介，未嘗造請。梁僕射徐勉欲識之，嚴終不詣。
3. ↑  《梁書·卷五十·列傳第四十四》：遷冠軍行參軍、侍湘東王讀，累遷王宣惠輕車府參軍，兼記室。嚴於學多所諳記，尤精《漢書》，諷誦略皆上口。王嘗自執四部書目以試之，嚴自甲至丁卷中，各對一事，並作者姓名，遂無遺失，其博洽如此。王遷荊州，隨府轉西中郎安西錄事參軍。歷監義陽、武寧郡，累任皆蠻左，前郡守常選武人，以兵鎮之；嚴獨以數門生單車入境，羣蠻悅服，遂絕寇盜。王入爲石頭戍軍事，除安右錄事。王遷江州，爲鎮南諮議參軍，卒官。文集十卷。
4. ↑  《南史·卷十八·列傳第八》：累遷湘東王宣惠輕車府參軍兼記室。嚴於學多所諳記，尤精漢書，諷誦略皆上口。王嘗自執四部書目試之，嚴自甲至丁卷中各對一事，並作者姓名，遂無遺失。王遷荊州，隨府轉西中郎安西錄事參軍，曆義陽、武寧郡守。郡界蠻左，前郡守常選武人以兵鎮之，嚴獨以數門生單車入境，群蠻悅服。後卒于鎮南諮議參軍。文集十卷。

## 延伸阅读
[在维基数据编辑]
 《梁書·卷50》，出自姚思廉《梁書》